# Sevilla de Oro (cantão)
Sevilla de Oro é um cantão do Equador localizado na província de Azuay.
A capital do cantão é a cidade de Sevilla de Oro.